# Норвезька організація з питань культурної спадщини

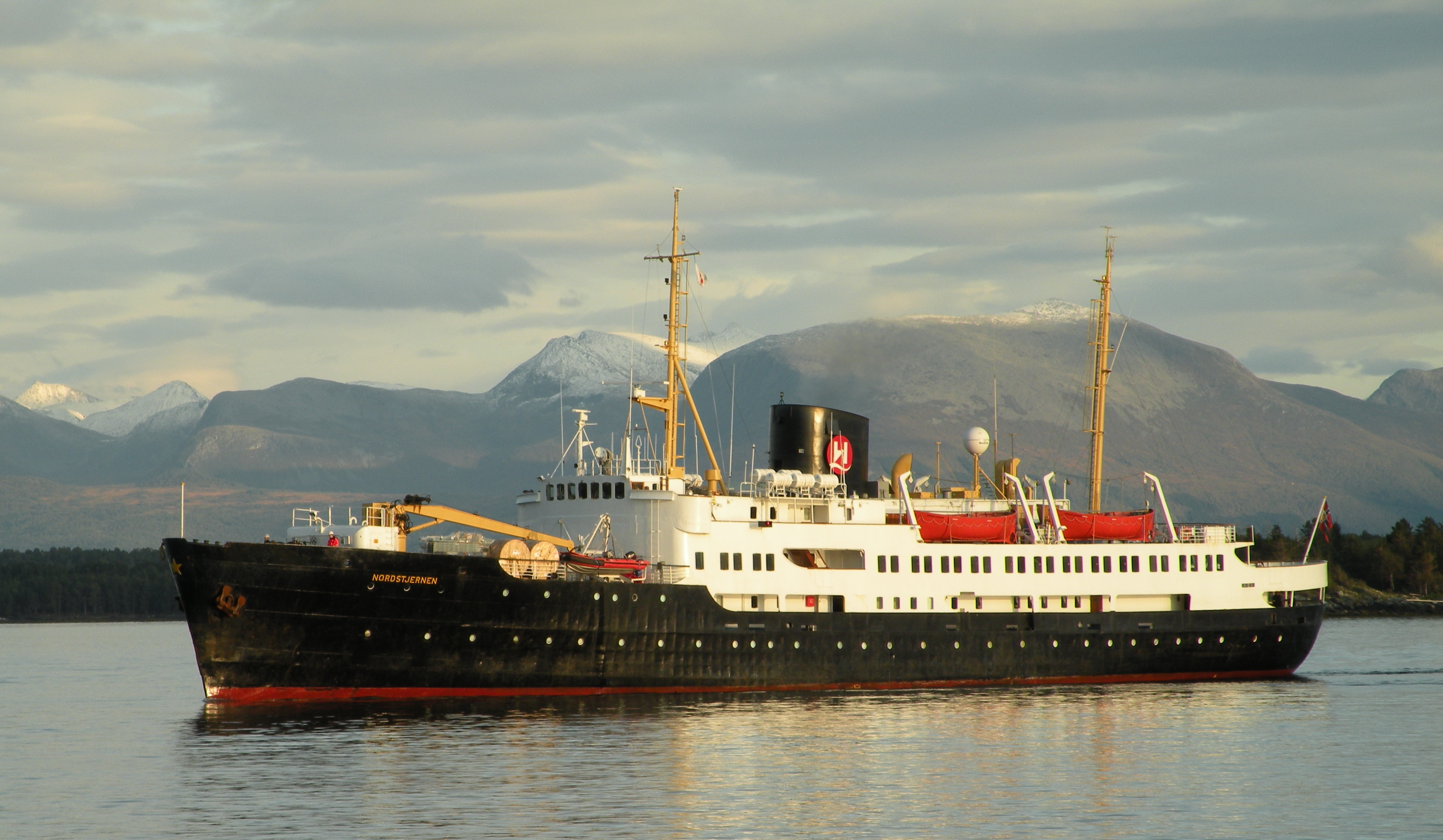
MS "Nordstjernen", судно Hurtigruten, одне з кількох суден, що знаходяться під охороною

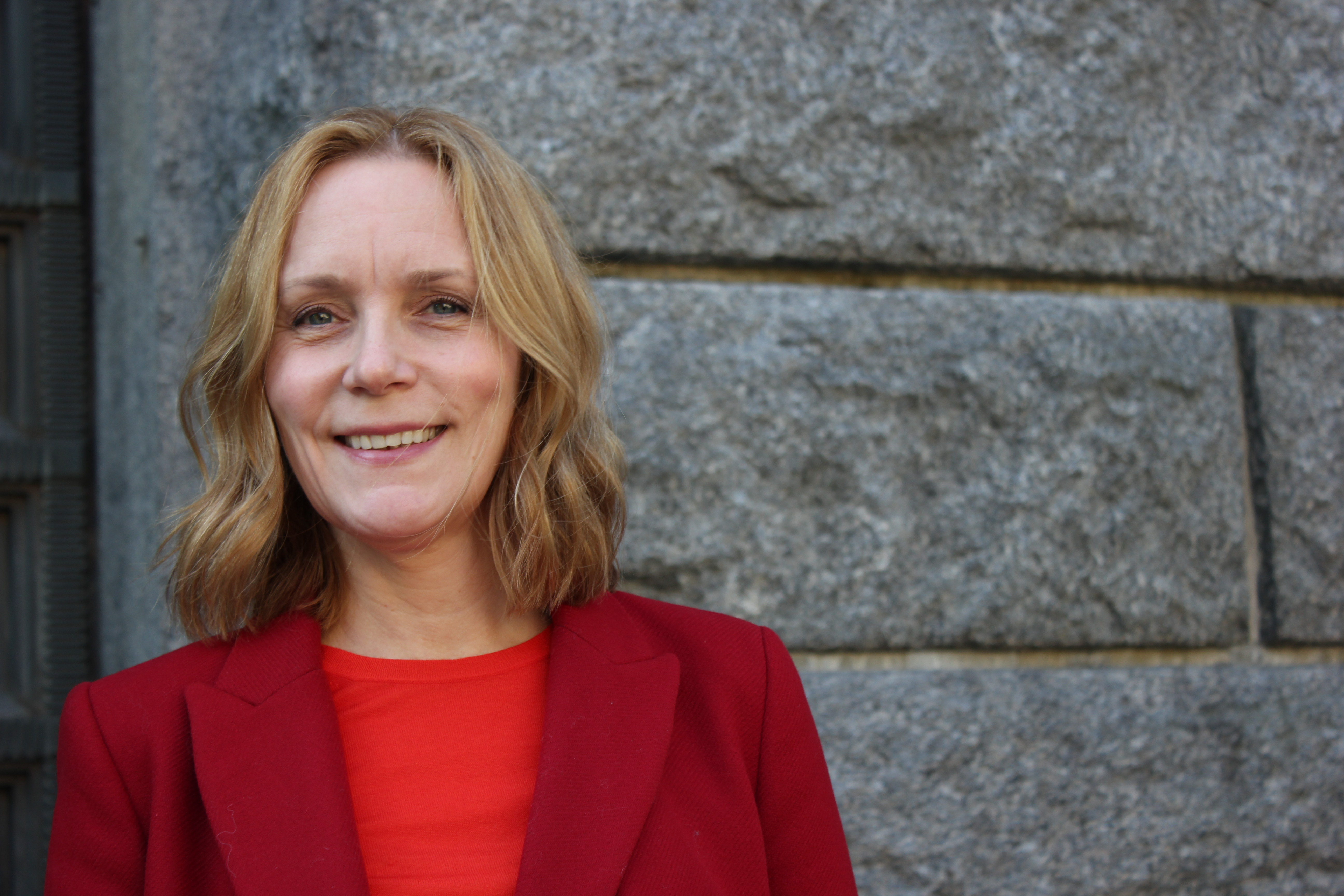
Керівник організації національної культурної спадщини Ганна Гейран 2018 -. Фото: Øyvind Aase Fluge

Норвезька організація з питань культурної спадщини (норв. Riksantikvaren) — державний орган Норвегії, відповідальний за охорону та управління культурною спадщиною країни. Дирекція є підрозділом Міністерства клімату та навколишнього середовища Норвегії (норв. Klima- og miljødepartementet).

## Історія
Норвезька організація з питань культурної спадщини була заснована у 1912 році з метою збереження історичних пам’яток і культурного середовища Норвегії. Організація відіграє ключову роль у реалізації державної політики у сфері охорони культурної спадщини та сприяє збереженню історичних об’єктів для майбутніх поколінь.
У 1994 році дослідницька частина роботи Норвезького управління культурної спадщини була виділена в окремий науково-дослідний інститут Норвезький інститут дослідження культурної спадщини NIKU.

### Список керівників організації
- 1912 – 1913 Герман Майор Ширмер
- 1913 – 1946 Гаррі Фетт
- 1946 – 1958 Арне Нюгорд-Нільссен
- 1958 – 1977 Роар Гауглід
- 1978 – 1991 Стефан Чуді-Мадсен
- 1991 – 1997 Øivind Lunde (відпустка з 13 вересня 1995 р.)
- 1997 – 2009 Нільс Марштайн (призначений з 13 вересня 1995 р.)
- 2009 Сюр Гелсет (призначений з 20 серпня по 22 жовтня )
- 2009 – 2018 Йорн Голм
- 2018 – Ганна Гейран

## Організація та структура
Дирекція знаходиться в Осло та очолюється Головним антикваром Норвегії (норв. Riksantikvar). Організація співпрацює з регіональними та муніципальними органами влади, а також з науковими установами та громадськими організаціями. Організація має 155 співробітників з офісом в Осло та районними офісами в Бергені, Тонсберзі та Трондхеймі. Міністерство культурної спадщини Норвегії складається з трьох департаментів і двох відділів.

## Міжнародна співпраця
Норвезька дирекція з питань культурної спадщини бере активну участь у міжнародних ініціативах щодо збереження культурної спадщини. Вона співпрацює з ЮНЕСКО, Радою Європи та іншими міжнародними організаціями у сфері охорони пам’яток та культурного ландшафту.

## Україна
Організація активно займається проєктами пов'язаними зі збереженням української культурної спадщини, одним з таких проєктів є трьохрічне дослідження DECOPE  Центр міської історії є одним з учасників цього дослідження.

Так, ми знаємо, що культурна спадщина може бути використана як мета та засіб у веденні війни Vi vet at kulturarv kan bli brukt som både mål og middel i krigføring. Керівник організації національної культурної спадщини Ганна Гейран

## Дивіться також
- Культурна спадщина
- ЮНЕСКО
- Міністерство клімату та навколишнього середовища Норвегії